# Cantone di Crèvecœur-le-Grand
Il Cantone di Crèvecœur-le-Grand era una divisione amministrativa dell'arrondissement di Beauvais.
È stato soppresso a seguito della riforma complessiva dei cantoni del 2014, che è entrata in vigore con le elezioni dipartimentali del 2015.
Comprendeva i comuni di:
- Auchy-la-Montagne
- Blancfossé
- Catheux
- Choqueuse-les-Bénards
- Conteville
- Cormeilles
- Crèvecœur-le-Grand
- Le Crocq
- Croissy-sur-Celle
- Doméliers
- Fontaine-Bonneleau
- Francastel
- Le Gallet
- Lachaussée-du-Bois-d'Écu
- Luchy
- Maulers
- Muidorge
- Rotangy
- Le Saulchoy
- Viefvillers